# (523768) 2014 WQ510
(523768) 2014 WQ510 ist ein großes transneptunisches Objekt im Kuipergürtel, das bahndynamisch als Plutino eingestuft wird. Aufgrund seiner Größe gehört der Asteroid möglicherweise zu den Zwergplanetenkandidaten.

## Entdeckung
2014 WQ510 wurde am 27. November 2014 von einem Astronomenteam auf Bildern, die im Rahmen des Pan-STARRS-Projekts am Haleakalā-Observatoriums (Maui) am 27. Januar 2011 entstanden, entdeckt. Die Entdeckung wurde am 17. Juli 2016 von einem Astronomenteam, bestehend aus B. Gibson, T. Goggia, N. Primak, A. Schultz und M. Willman (Pan-STARRS) bekanntgegeben, der Planetoid erhielt am 25. September 2018 von der IAU die Kleinplaneten-Nummer 523749.
Nach seiner Entdeckung ließ sich 2014 WQ510 auf Fotos bis zum 31. Mai 2010, die ebenfalls im Rahmen des Pan-STARRS-Programmes gemacht wurden, zurückgehend identifizieren und so seinen Beobachtungszeitraum um vier Jahre verlängern, um so seine Umlaufbahn genauer zu berechnen. Bisher wurde der Planetoid nur durch das Pan-STARRS-Teleskop beobachtet. Im Oktober 2018 lagen insgesamt 128 Beobachtungen über einen Zeitraum von 8 Jahren vor. Die bisher letzte Beobachtung wurde im März 2018 ebenfalls am Pan-STARRS-Teleskop (PS1) durchgeführt. (Stand 18. März 2019)

## Eigenschaften

### Umlaufbahn
2014 WQ510 umkreist die Sonne in 247,72 Jahren auf einer leicht elliptischen Umlaufbahn zwischen 33,20 AE und 45,68 AE Abstand zu deren Zentrum. Die Bahnexzentrizität beträgt 0,158, die Bahn ist 22,90° gegenüber der Ekliptik geneigt. Derzeit ist der Planetoid 45,12 AE von der Sonne entfernt. Das Perihel durchlief er das letzte Mal 1914, der nächste Periheldurchlauf dürfte also im Jahre 2162 erfolgen.
Marc Buie (DES) klassifiziert den Planetoiden als Plutino (2:3-Resonanz mit Neptun), während vom Minor Planet Center keine spezifische Einstufung existiert; letzteres führt ihn als Nicht-SDO und allgemein als «Distant Object».

### Größe
Derzeit wird von einem Durchmesser von 358 km ausgegangen, basierend auf einem Rückstrahlvermögen von 8 % und einer absoluten Helligkeit von 5,7 m. Ausgehend von diesem Durchmesser ergibt sich eine Gesamtoberfläche von etwa 403.000 km2. Die scheinbare Helligkeit von 2014 WQ510 beträgt 22,23 m.
Da es denkbar ist, dass sich 2014 WQ510 aufgrund seiner Größe im hydrostatischen Gleichgewicht befindet und somit weitgehend rund sein könnte, erfüllt er möglicherweise die Kriterien für eine Einstufung als Zwergplanet. Mike Brown geht davon aus, dass es sich bei 2014 WQ510 um vielleicht einen Zwergplaneten handelt.
| Jahr                                         | Abmessungen km | Quelle   |
| -------------------------------------------- | -------------- | -------- |
| 2018                                         | 336,0          | Johnston |
| 2018                                         | 358,0          | Brown    |
| Die präziseste Bestimmung ist fett markiert. |                |          |